# Stryszów (gmina)
Stryszów est une gmina rurale du powiat de Wadowice, Petite-Pologne, dans le sud de la Pologne. Son siège est le village de Stryszów, qui se situe environ 11 km au sud-est de Wadowice et 35 km au sud-ouest de la capitale régionale Cracovie.
La gmina couvre une superficie de 46,05 km2 pour une population de 6 690 habitants.

## Géographie
La gmina inclut les villages de Dąbrówka, Łękawica, Leśnica, Stronie, Stryszów et Zakrzów.
La gmina borde les gminy de Budzów, Kalwaria Zebrzydowska, Lanckorona, Mucharz, Wadowice et Zembrzyce.